# Economia da Etiópia
Aproximadamente 80% da população sobrevive da agricultura, que é a espinha dorsal da economia  etíope, respondendo por cerca de 90% do PIB. As exportações principais do setor são café, sementes oleaginosas, leguminosas (feijão), flores, cana-de-açúcar, forragem para animais, e uma planta conhecida por qat, que possui propriedades psicotrópicas quando mascada. Outros produtos agrícolas importantes são cereais: trigo, milho, sorgo, cevada e o tefe, cereal nativo que constitui a base da alimentação no país. As condições naturais são favoráveis à agricultura, mas as técnicas agrícolas são arcaicas e, portanto, a produção se limita ao nível de subsistência.
Metade da população (a segunda maior da África, perdendo apenas para a Nigéria) sofre de subnutrição crônica.

## Comércio exterior
Em 2018, o país foi o 105º maior exportador do mundo (US $ 7,6 bilhões). Já nas importações, em 2019, foi o 103º maior importador do mundo: US $ 8,6 bilhões.

## Setor primário

### Agricultura
A Etiópia produziu, em 2018:

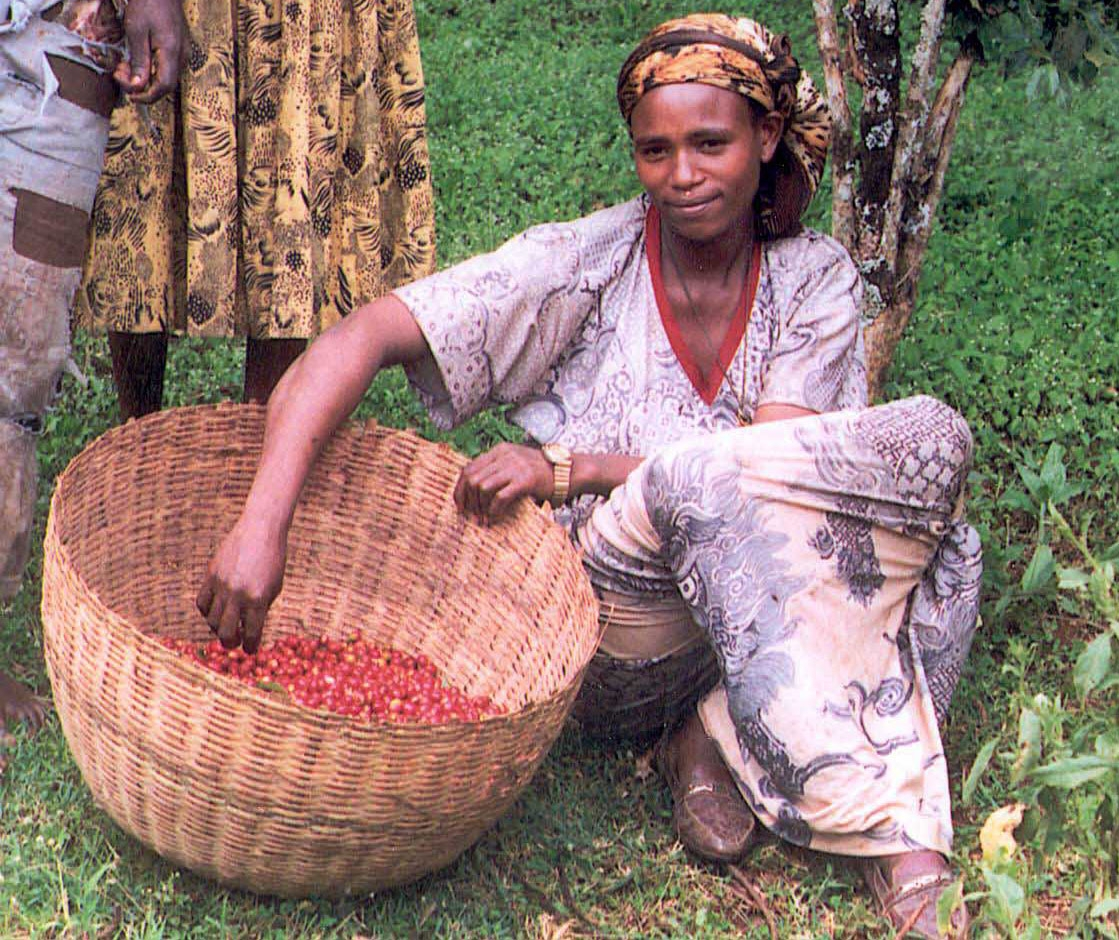
Agricultora de café com cesta de grãos de café

- 7,3 milhões de toneladas de milho (17º maior produtor do mundo);
- 4,9 milhões de toneladas de sorgo (4º maior produtor do mundo);
- 4,2 milhões de toneladas de trigo;
- 2,1 milhões de toneladas de cevada (17º maior produtor do mundo);
- 1,8 milhões de toneladas de batata-doce (5º maior produtor do mundo);
- 1,4 milhão de toneladas de cana-de-açúcar;
- 1,3 milhões de toneladas de inhame (5º maior produtor do mundo);
- 988 mil toneladas de feijão-fava;
- 982 mil toneladas de milheto;
- 743 mil toneladas de batata;
- 599 mil toneladas de vegetal;
- 515 mil toneladas de grão-de-bico (6º maior produtor do mundo);
- 508 mil toneladas de banana;
- 470 mil toneladas de café (6º maior produtor do mundo);
- 446 mil toneladas de repolho;
- 374 mil toneladas de ervilha (20º maior produtor do mundo);
- 322 mil toneladas de cebola;
- 301 mil toneladas de gergelim (7º maior produtor do mundo);
- 294 mil toneladas de pimentão;
- 172 mil toneladas de lentilha (11º maior produtor do mundo);
- 144 mil toneladas de arroz;
- 143 mil toneladas de amendoim;
- 140 mil toneladas de algodão;
- 124 mil toneladas de alho;
- 102 mil toneladas de manga (incluindo mangostão e goiaba);
- 101 mil toneladas de linho (7º maior produtor do mundo);

Além de produções menores de outros produtos agrícolas.

### Pecuária
Em 2019, a Etiópia produziu 3,3 bilhão de litros de leite de vaca, 178 milhões de litros de leite de camela, 84 milhões de litros de leite de cabra, 81 milhões de litros de leite de ovelha, 391 mil toneladas de carne bovina, 102 mil toneladas de carne de cordeiro, 96 mil toneladas de carne de cabra, 91 mil toneladas de carne de caça, 76 mil toneladas de carne de frango, 32 mil toneladas de carne de camelo, entre outros.

## Setor secundário

### Indústria
O Banco Mundial lista os principais países produtores a cada ano, com base no valor total da produção. Pela lista de 2019, a Etiópia tinha a 87ª indústria mais valiosa do mundo (US $ 5,3 bilhões).

### Mineração
Em 2019, o país era o 5º maior produtor mundial de carbonato de sódio. e o 6º maior produtor mundial de tântalo. Na produção de ouro, em 2017 o país produziu 11 toneladas. O país também tem alguma produção de opala.

### Energia
Nas energias não-renováveis, em 2020, o país não produzia petróleo. Em 2011, o país consumia 49 mil barris/dia (100º maior consumidor do mundo)  Em 2015, a Etiópia não produzia gás natural.
Nas energias renováveis, em 2020, a Etiópia era o 54º maior produtor de energia eólica do mundo, com 0,3 GW de potência instalada, e não produzia energia solar.